# タイガ

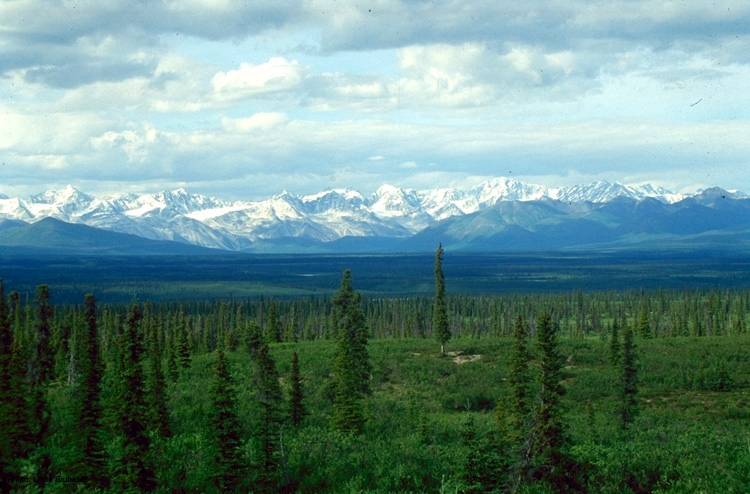
アラスカのタイガ。トウヒに近縁の Picea glauca が優占する。

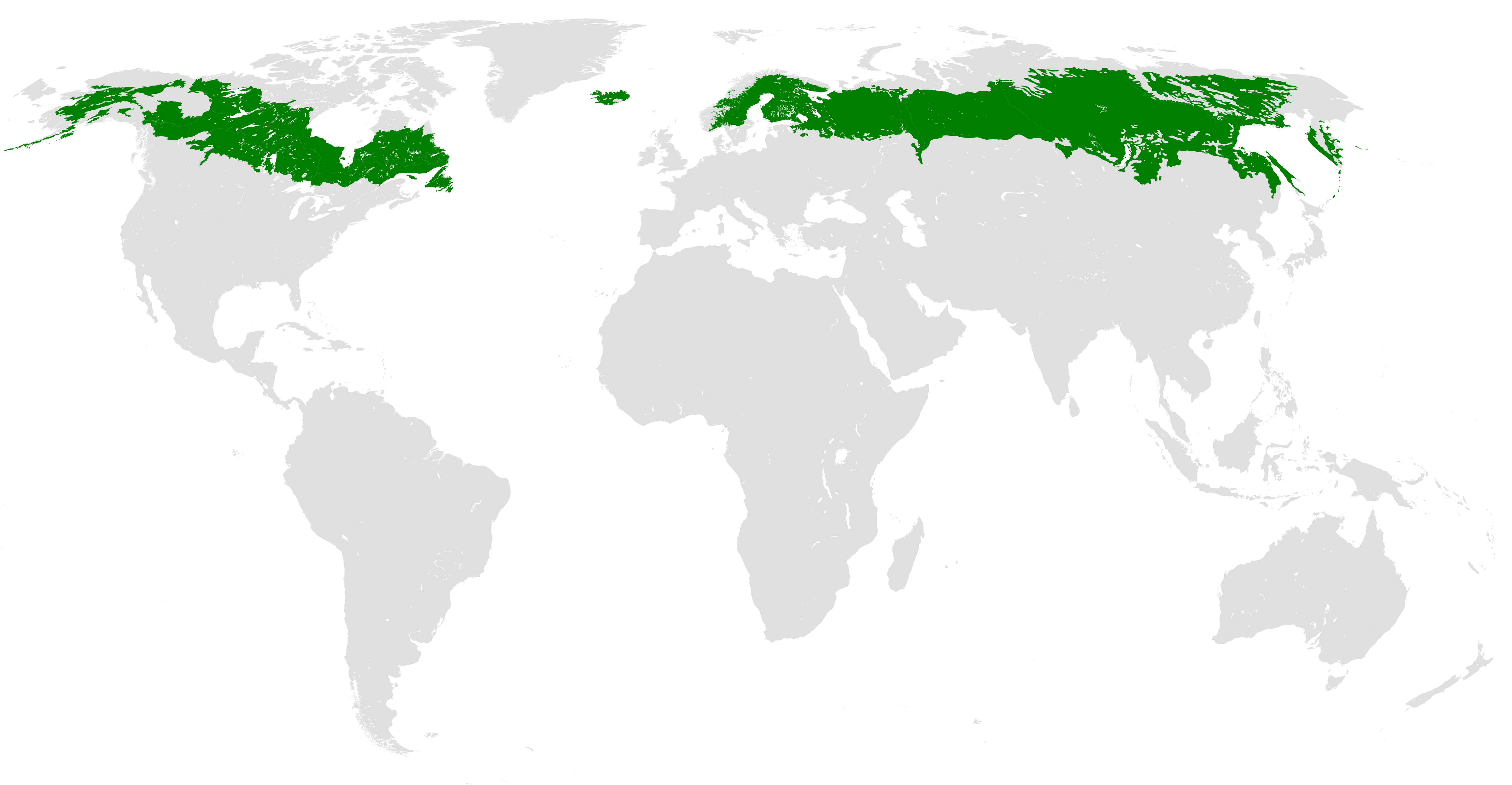
タイガの分布。ツンドラと温帯林の間に位置する。

タイガ（тайга́）とは、ロシア語でシベリア地方の針葉樹林の意味。ユーラシア大陸、北アメリカ大陸の北部（亜寒帯）に発達する針葉樹林の純林のことを指す。
本来は、閉鎖林ではなくツンドラへの移行帯である樹高の低い疎林を示す言葉であった が、高緯度地域の針葉樹林帯という意味も包含し、北方林 (Boreal forest) と同義になりつつある。

## 樹種
樹種は、針葉樹のモミ属、トウヒ属、マツ属、カラマツ属、広葉樹のカバノキ属とハコヤナギ属が中心だが、シベリア中央部のエニセイ川を境にその東西で森林の組成が異なり、西側ではモミ属、トウヒ属の常緑針葉樹を中心とした暗いうっそうとした森、東側ではカラマツ属の落葉針葉樹を中心とした明るい森となっている。極東に至ると、再びモミ属、トウヒ属の優勢な森となる。
北アメリカのタイガはモミ属、トウヒ属を中心とした常緑針葉樹林であり、カラマツ属は見られない。

## 永久凍土
樹木の成長に必要な水分は、夏場に溶ける地下の永久凍土層から供給を受ける。皆伐や森林火災で一度に森林が失われると、永久凍土が一度に溶け湿地帯を形成するようになるため、森林への回復に時間がかかることがある。

## 森林土壌
気温が低く微生物の活動期間が短いため落葉、落枝の分解速度が遅く、森林土壌の有機物の堆積層は厚くなることが特徴。氷河期に氷河に覆われていなかった地域では永久凍土が分布している。